# Primer ministro de Antigua y Barbuda
El primer ministro de Antigua y Barbuda (en inglés: Primer minister of Antigua and Barbuda) es el jefe de gobierno de Antigua y Barbuda. Es designado por el Gobernador General de conformidad con la Constitución.
El poder ejecutivo del gobierno está establecido en el artículo 68 de la constitución y corresponde al monarca. El primer ministro es nombrado por el Gobernador General. El primer ministro debe ser miembro de la Cámara y líder del partido político con el apoyo de la mayoría de los miembros de la Cámara; o el miembro de la Cámara que, en opinión del Gobernador General, tiene más probabilidades de contar con el apoyo de la mayoría de los miembros de la Cámara, si le parece que dicho partido no tiene un líder indiscutible en la Cámara o que ningún partido cuente con el apoyo de dicha mayoría. Además, el candidato debería estar dispuesto a desempeñar el cargo de primer ministro.
Sólo el primer ministro o, en su ausencia, el ministro que éste designe a tal efecto, podrá llamar al orden al Gabinete. Según el artículo 73 de la constitución, el Gobernador General debe revocar el nombramiento del primer ministro en caso de que la Cámara apruebe una resolución declarando su falta de confianza en el primer ministro y el primer ministro no renuncie a su cargo. o aconsejar al Gobernador General que disuelva el Parlamento dentro de los siete días siguientes a la aprobación de la resolución. Si se disuelve el parlamento y debe nombrarse un primer ministro, una persona que fuera miembro de la Cámara inmediatamente antes de la disolución podrá ser nombrada primer ministro o cualquier otro Ministro, y una persona que fuera miembro del Senado inmediatamente antes de la disolución podrá ser nombrado cualquier Ministro distinto del primer ministro.
El Gobernador General puede autorizar a otro miembro del Gabinete a desempeñar esas funciones (distintas de las funciones conferidas por el artículo 74(2) de la Constitución) cuando el primer ministro no esté presente en Antigua y Barbuda o no pueda hacerlo debido a enfermedad o por las restricciones del artículo 73(4) de esta Constitución. Ese miembro podrá desempeñar esas funciones hasta que el Gobernador General revoque su autoridad.

## Nombramiento y mandato
La Constitución de Antigua y Barbuda regula que el primer ministro debe ser un miembro de la Cámara de Representantes que sea el líder en la Cámara del partido político que cuente con el apoyo de la mayoría de los miembros de la Cámara de Representantes. Si no hay ningún partido que tenga un líder indiscutible, o ningún partido que mantenga el apoyo de la mayoría de la Cámara de Representantes, el Gobernador General podrá nombrar al miembro que tenga más probabilidades de mantener el apoyo de la mayoría de los miembros, y quién está dispuesto a ocupar el cargo de primer ministro.
Si es necesario nombrar un primer ministro mientras el Parlamento está disuelto, entonces podrá ser nombrado primer ministro una persona que fuera miembro de la Cámara de Representantes inmediatamente antes de la disolución.

## Responsabilidades
El primer ministro asesora al Gobernador General sobre los nombramientos del Gabinete de Antigua y Barbuda.

## Jefes de Gobierno de Antigua y Barbuda
| Ministro Principal de Antigua y Barbuda (1960-1967) | Ministro Principal de Antigua y Barbuda (1960-1967) | Ministro Principal de Antigua y Barbuda (1960-1967) | Ministro Principal de Antigua y Barbuda (1960-1967) | Ministro Principal de Antigua y Barbuda (1960-1967) | Ministro Principal de Antigua y Barbuda (1960-1967) | Ministro Principal de Antigua y Barbuda (1960-1967) | Ministro Principal de Antigua y Barbuda (1960-1967) |
| Titular                                             | Titular                                             | Titular                                             | Inicio del mandato                                  | Final del mandato                                   | Partido político                                    | Partido político                                    | Elección                                            |
| --------------------------------------------------- | --------------------------------------------------- | --------------------------------------------------- | --------------------------------------------------- | --------------------------------------------------- | --------------------------------------------------- | --------------------------------------------------- | --------------------------------------------------- |
| 1                                                   |                                                     | Vere Bird (1910-1999)                               | 1 de enero de 1960                                  | 27 de febrero de 1967                               |                                                     | Partido Laborista de Antigua                        | 1956                                                |
| 1                                                   | 1960                                                | Vere Bird (1910-1999)                               | 1 de enero de 1960                                  | 27 de febrero de 1967                               |                                                     | Partido Laborista de Antigua                        |                                                     |
| 1                                                   | 1965                                                | Vere Bird (1910-1999)                               | 1 de enero de 1960                                  | 27 de febrero de 1967                               |                                                     | Partido Laborista de Antigua                        |                                                     |
| Premier de Antigua y Barbuda (1967-1981)            |                                                     |                                                     |                                                     |                                                     |                                                     |                                                     |                                                     |
| 1                                                   |                                                     | Vere Bird (1910-1999)                               | 27 de febrero de 1967                               | 14 de febrero de 1971                               |                                                     | Partido Laborista de Antigua                        | —                                                   |
| 2                                                   |                                                     | George Walter (1928-2008)                           | 14 de febrero de 1971                               | 19 de febrero de 1976                               |                                                     | Movimiento Laborista Progresista                    | 1971                                                |
| (1)                                                 |                                                     | Vere Bird (1910-1999)                               | 19 de febrero de 1976                               | 1 de noviembre de 1981                              |                                                     | Partido Laborista de Antigua                        | 1976                                                |
| (1)                                                 | 1980                                                | Vere Bird (1910-1999)                               | 19 de febrero de 1976                               | 1 de noviembre de 1981                              |                                                     | Partido Laborista de Antigua                        |                                                     |
| Primer ministro de Antigua y Barbuda (desde 1981)   |                                                     |                                                     |                                                     |                                                     |                                                     |                                                     |                                                     |
| 1                                                   |                                                     | Vere Bird (1910-1999)                               | 1 de noviembre de 1981                              | 9 de marzo de 1994                                  |                                                     | Partido Laborista de Antigua                        | —                                                   |
| 1                                                   | 1984                                                | Vere Bird (1910-1999)                               | 1 de noviembre de 1981                              | 9 de marzo de 1994                                  |                                                     | Partido Laborista de Antigua                        |                                                     |
| 1                                                   | 1989                                                | Vere Bird (1910-1999)                               | 1 de noviembre de 1981                              | 9 de marzo de 1994                                  |                                                     | Partido Laborista de Antigua                        |                                                     |
| 2                                                   |                                                     | Lester Bird (1938-2021)                             | 9 de marzo de 1994                                  | 24 de marzo de 2004                                 |                                                     | Partido Laborista de Antigua                        | 1994                                                |
| 2                                                   | 1999                                                | Lester Bird (1938-2021)                             | 9 de marzo de 1994                                  | 24 de marzo de 2004                                 |                                                     | Partido Laborista de Antigua                        |                                                     |
| 3                                                   |                                                     | Baldwin Spencer (n. 1948)                           | 24 de marzo de 2004                                 | 13 de junio de 2014                                 |                                                     | Partido Progresista Unido                           | 2004                                                |
| 3                                                   | 2009                                                | Baldwin Spencer (n. 1948)                           | 24 de marzo de 2004                                 | 13 de junio de 2014                                 |                                                     | Partido Progresista Unido                           |                                                     |
| 4                                                   |                                                     | Gaston Browne (n. 1967)                             | 13 de junio de 2014                                 | En el cargo                                         |                                                     | Partido Laborista de Antigua y Barbuda              | 2014                                                |
| 4                                                   | 2018                                                | Gaston Browne (n. 1967)                             | 13 de junio de 2014                                 | En el cargo                                         |                                                     | Partido Laborista de Antigua y Barbuda              |                                                     |
| 4                                                   | 2023                                                | Gaston Browne (n. 1967)                             | 13 de junio de 2014                                 | En el cargo                                         |                                                     | Partido Laborista de Antigua y Barbuda              |                                                     |